# パン・ド・ミー

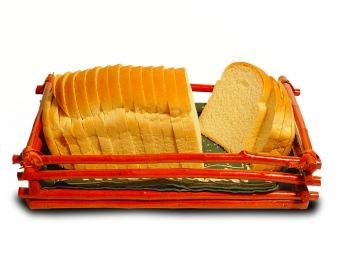
あらかじめスライスしたパン・ド・ミー

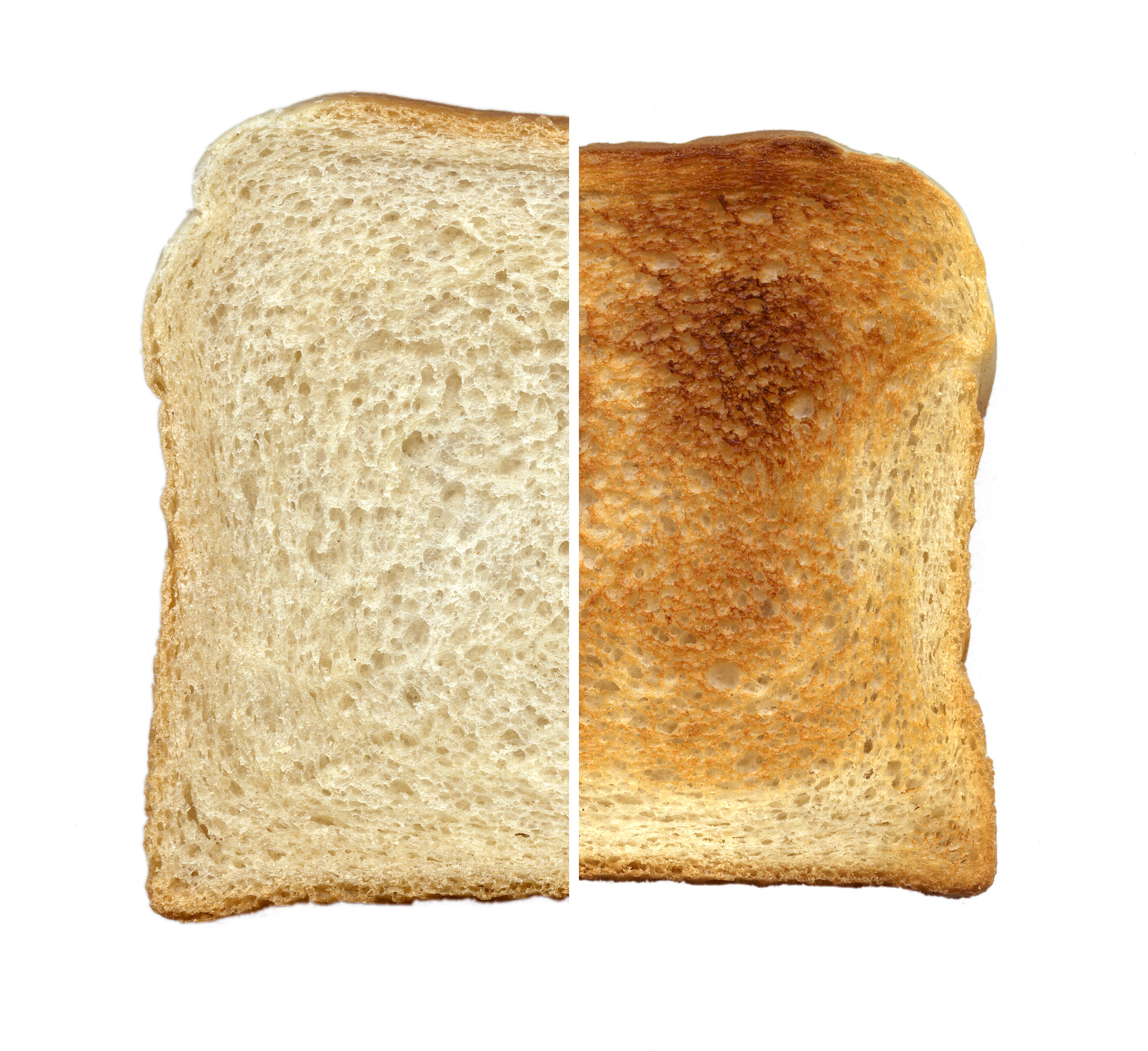
トーストする前（左）とした後のパン・ド・ミー（右）

パン・ド・ミー（フランス語: pain de mie）は、パン・ドゥ・ミー、パンドミー、などとも書かれ、フランスパンの一種で、バゲットなどの通常のフランスパンと比べて、皮（クラスト）が薄く、実（クラム）が柔らかいのが特徴である。

## 概要
パン・ド・ミーは白パンまたは茶色パンで、主にスライス（薄切り）されて販売されている。フランス語では「パン」（Pain）の後に、ド（de＝「の」）、「ミー」（mie=パンの柔らかい部分）が続く。英語では、サンドウィッチ用のパンのプルマンローフ（Pullman loaf）またはパンローフ（Pan loaf）に近く、これらを元に日本で発展した「食パン」に似ている。
パン・ド・ミーには通常砂糖が含まれているため、他のほとんどのフランスパンよりも甘く、通常サンドイッチを作ったり、トーストしたりするために使用される。パン・ド・ミーは密封された鍋で焼かれて、クラストの形成を防ぐ。密封された鍋で焼かれない場合は、包装する前に工場で行われるように、クラストを切り落とすこともできる。パン・ド・ミーは、丸みを帯びた形または長方形の形で販売されている。

## 歴史
メディチ家のマリア（Maria de' Medici）時代の「女王のパン」や後に「ゲンティリー（Gentilly）のパン」など、今日の白パンに似た、クラストができるだけ少ないパンは、17世紀にフランスの貴族によって食べられていた。1800年にイギリスでブリキの型で焼いたパンが発明されて、これがパン・ド・ミーの起源である。このタイプのパンは、特にオットー・フレデリック・ローウェダー（Otto Frederick Rohwedder）の「スライスされたパン」が発明された後、1930年代にワンダーブレッド社（Wonder Bread）によって米国で大規模に工業化され、販売された。
フランスでは、パン・ド・ミーはアメリカ軍基地でアメリカ兵の好みを満たすために最初に製造された。特にシャトールーではハリーズ社（Harrys）で製造され、フランス国内でもその後普及した。

## 参照項目
- パン#フランス
- フランスパン
- 食パン